# Cyclops subterraneus
Cyclops subterraneus is een eenoogkreeftjessoort uit de familie van de Cyclopidae. De wetenschappelijke naam van de soort is voor het eerst geldig gepubliceerd in 1866 door Pratz.